# Ricochet (Tangerine Dream)
| Recensione     | Giudizio |
| -------------- | -------- |
| AllMusic       |          |
| Piero Scaruffi | 7/10     |

Ricochet è il primo album dal vivo del gruppo di musica elettronica tedesco Tangerine Dream, pubblicato nel 1975. Le sonorità presenti nel disco sono simili a quelle dei precedenti lavori, Phaedra e Rubycon. Gli strumenti che predominano in tutto l'album e che creano trame ricche di atmosfere ambient sono il sintetizzatore e il famoso sequencer. L'unica grande differenza che intercorre tra Ricochet e i due dischi precedenti è l'uso di molti strumenti tradizionali, come la batteria e la chitarra elettrica, come si può notare ascoltando dal secondo minuto in poi della prima parte. L'innovazione principale che avviene nel corso l'album è l'uso massiccio di complessi strumenti ritmici che condizioneranno la carriera della band durante tutti gli anni '80. Gran parte del materiale che venne remixato per creare Ricochet proviene da diverse registrazioni dal vivo del tour europeo di quell'anno, soprattutto dal concerto di ottobre al Fairfield Halls a Croydon, Londra. Le vendite dell'album andarono meno bene di quelle di Phaedra e Rubycon e Ricochet rimase appena quattro settimane nella classifica inglese degli album più venduti, raggiungendo il numero 40. Tuttavia negli ultimi anni il disco è diventato uno dei più popolari dei Tangerine Dream.

## Formazione
- Edgar Froese - mellotron, sintetizzatore VCS3 Synthi-A, pianoforte, chitarra
- Peter Baumann - organo hammond, sintetizzatore VCS3 Synthi-A, flauto
- Christopher Franke - sequencer, sintetizzatore Moog, VCS3 Synthi-A

## Tracce
1. Ricochet, Part One – 17:02 (Edgar Froese, Christopher Franke, Peter Baumann)
2. Ricochet, Part Two – 21:13 (Christopher Franke, Edgar Froese, Peter Baumann)

## Curiosità
Nella versione originale di Ricochet, all'inizio della seconda traccia si può sentire un battito di mani, rimosso nelle ristampe successive.

## Crediti
Composto e suonato da Chris Franke, Edgar Froese e Peter Baumann.
Registrato dal vivo nell'autunno 1975 in varie località di Francia e Bretagna.
Ingegnere del suono in registrazione: Chris Blake.
Mixato in studio da Peter Baumann.
Ingegnere del suono in missaggio: Mick Glossop.
Produttori: Tangerine Dream.
Equipaggiamento: Moog, ARP, Projekt Electronic, Palm Development, Farfisa, Electronic Music Studios, Hohner, Mellotronic, German-Studio-Hoffschneider.
Fotografia di copertina: Monique Froese.

## Uscite Discografiche in LP
- Virgin Records Ltd. (1975) codice prima stampa inglese V 2044
- Virgin/Ariola (1975) codice prima stampa tedesca 89679
- Virgin Dischi SpA (1975) stampa italiana
- Virgin International (1975) stampa internazionale

## Ristampe in CD
- Virgin Records Ltd. (1984) codice CDV 2044 (fabbricato in Olanda per mercato inglese, tedesco, europeo)
- Virgin Records Ltd. (1988) codice 2-90932 (fabbricato Italia per mercato italiano)
- Virgin Records Ltd. (1988) codice V2-90932 (fabbricato USA per mercato americano)
- Virgin Records Ltd. (1995) codice TAND 7 (fabbricato UK, Olanda, Francia, Italia "rimasterizzato")
- Virgin Charisma -EMI- (2004) codice VJCP-68915 (fabbricato Giappone per mercato asiatico, copertina "papersleeve" "rimasterizzato")

## Detentori dei Diritti d'Autore
- 1975-1993: Virgin Music (Publishers) Ltd.
- 1994 ad oggi: EMI Virgin Music Ltd.